# Gangliosidy

Obecné schéma glykolipidu – suger residue (zbytek cukru), lipid residue (zbytek lipidu).

Gangliosidy (ganglion – nervový uzel, koncovka -osid pochází z glykosidů) jsou nejsložitější živočišné glykolipidy. Gangliosidy obsahují oligosacharidy (až sedm zbytků sacharidů), mastnou kyselinu s dlouhým řetězcem a sfingosinovou páteř. Jejich molekula, na rozdíl od běžných glykolipidů, obsahuje jednu nebo více kyselin ze skupiny kyselin sialových (například N-acetylneuraminová kyselina, NANA).
Vyskytují se ve vnější části buněčné membrány téměř všech obratlovců, zejména v membránách nervových buněk, kde jsou zastoupeny nejhojněji. Rozvětvené řetězce sacharidů vyčnívají ven z molekuly, zejména záporně nabitými kyselinami sialovými, a určují vlastnosti buněčného povrchu, na kterém se vyskytují.

## Historie

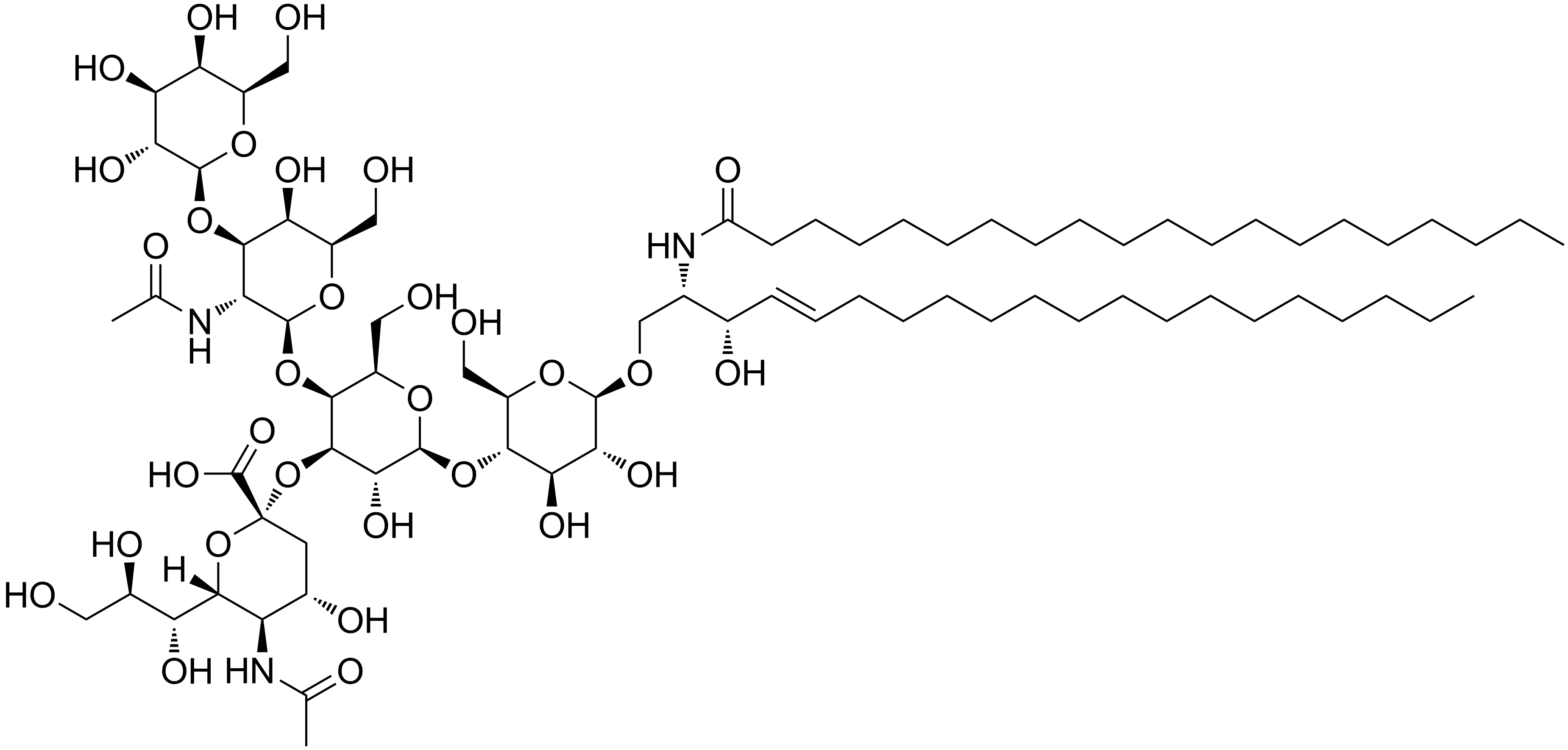
Struktura gangliosidu GM1

- Struktura gangliosidu GM1Název gangliosid byl poprvé použit německým vědcem Ernstem Klenkem v roce 1942 pro lipidy nově izolované z gangliových buněk mozku.
- Nyní je známo více než 200 gangliosidů, které se od sebe liší především polohou a počtem kyselin sialových (především NANA).
- Postupně bylo objeveno, že gangliosidy jsou součástí buněčné plazmatické membrány, která se podílí na přenosu buněčného signálu.
- V současnosti je známo, že gangliosidy jsou velmi důležitými molekulami také v imunologii.
- Přírodní a polosyntetické gangliosidy jsou považovány za možné léky při terapii neurodegenerativních poruch.

## Složení gangliosidů

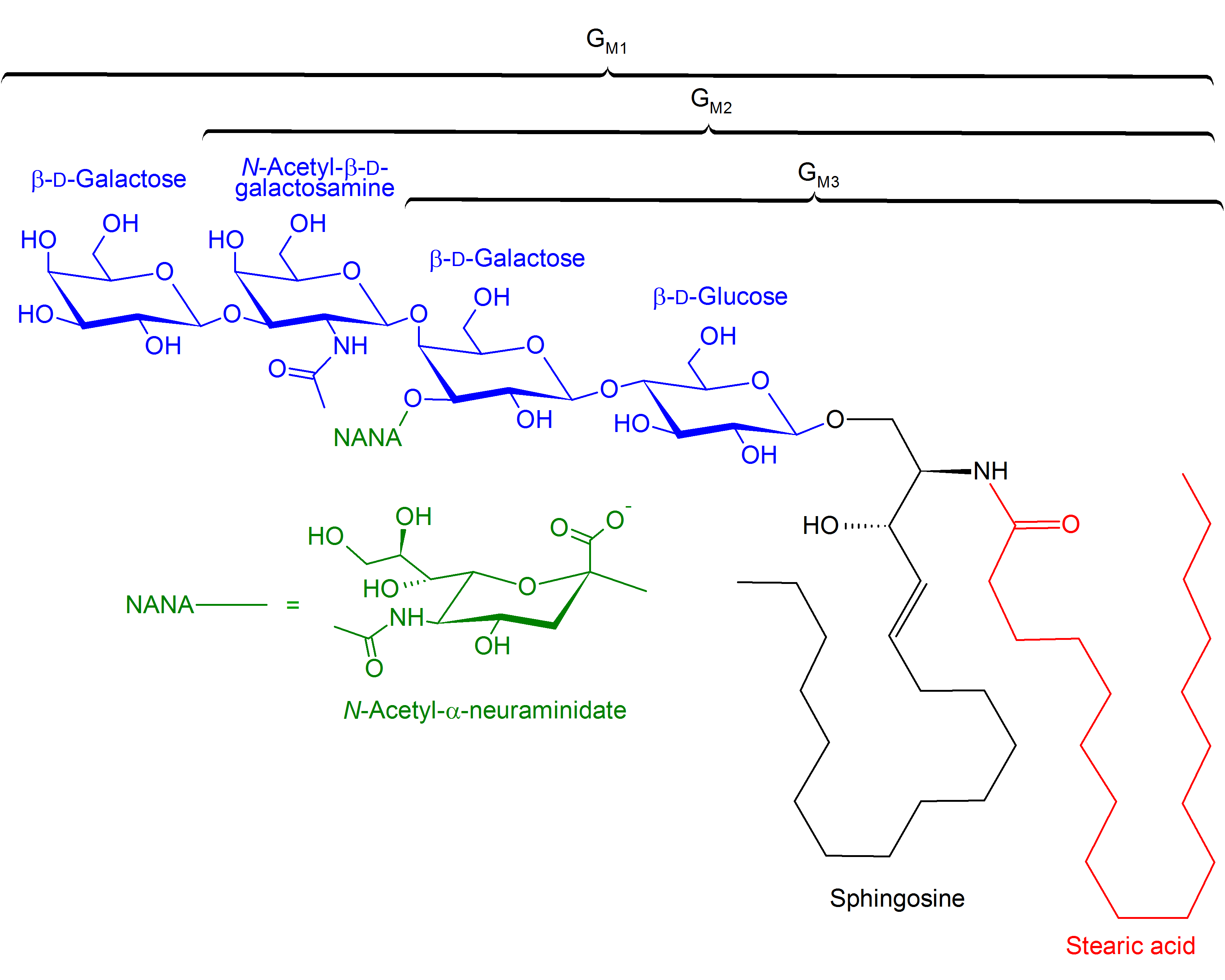
Struktura gangliosidů GM1, GM2 a GM3. Vlevo 4 sacharidy s navázanou kyselinou neuraminovou. Vpravo lipid složený z alkoholu (sfingosinu) a mastné kyseliny (kyseliny stearové).

Gangliosidy jsou nejsložitějšími živočišnými glykolipidy. Ty se obecně skládají z lipidu (estery alkoholu a vyšších mastných kyselin) a navázaného sacharidu. V molekule gangliosidů se navíc vyskytuje některá kyselina ze skupiny kyseliny sialové. Jednotlivé položky gangliosidů jsou tyto:
- Alkohol sfingosin (2-amino-4-trans-oktadecen-1,3-diol). Je to 18-uhlíkový aminoalkohol s nenasyceným uhlovodíkovým řetězcem, který tvoří hlavní část sfingolipidů.
- Mastné kyseliny, což jsou vyšší monokarboxylové kyseliny. V gangliosidech je to často kyselina stearová.
- Sacharidy jsou na lipidy navázány glykosidickou (kovalentní) vazbou. Gangliosidy mohou obsahovat až 7 různých sacharidů.
- Kyselina sialová je navázána na některý ze sacharidů. Obsahuje 9 atomů uhlíku. Pod názvem sialová kyselina se běžně rozumí N-acetylneuraminová kyselina (NANA). Označuje však také více než 50 derivátů kyseliny neuraminové.

## Výskyt
Gangliosidy jsou přítomny především na povrchu buněk. Nejvyšší koncentrace gangliosidů se nacházejí v nervovém systému, zejména v šedé hmotě mozku (až 6% všech lipidů). V celém nervovém systému je řada různých gangliosidů, jejichž složení se mění v průběhu vývoje a při přizpůsobování se měnícím se podmínkám prostředí.

## Funkce
- Oligosacharidové skupiny gangliosidů sahají daleko za povrch buněčných membrán a působí jako rozlišovací povrchové markery. Mají významné funkce v buněčném rozpoznávání a komunikaci mezi buňkami.
- Oligosacharidové skupiny gangliosidů také působí jako specifické receptory pro určité hormony glykoproteinů hypofýzy a některé bakteriální proteinové toxiny (například toxin cholery).
- Při tvorbě nádorů může docházet k syntéze nového gangliosidu. I velmi nízké koncentrace specifického gangliosidu tak mohou indukovat vznik nádorových buněk.

## Degradace a patologie
Degradace gangliosidů probíhá v lysozomech. Provádí se vysoce specifickými glykosylhydrolázami, které postupně štěpí koncové zbytky sacharidů. Mateřský gangliosid GM1 je během degradace postupně štěpen na meziprodukty GM2 a GM3. Poruchy degradace gangliosidů mohou vést k závažným onemocněním.